# 아부쟁이
《아부쟁이》는 2022년에 개봉한 대한민국의 영화이다.

## 캐스팅
- 류의현 : 박건 역
- 김지민 : 봉희 역
- 강유석 : 강대치 역
- 동현배 : 김호걸 역
- 곽민호 : 박태산 역
- 김동범 : 종칠 역
- 이승일 : 이승일 역
- 최무인 : 건이 부 역
- 윤지원 : 건이 모 역
- 변건우 : 담임 역
- 구주안 : 구주안 역
- 양준 : 양준 역
- 한다솜 : 여자 유도부 1 역
- 차보미 : 여자 유도부 2 역
- 최호진 : 남자 유도부 1 역
- 최완섭 : 남자 유도부 2 역
- 양성주 : 남자 유도부 3 역
- 남현우 : 조직원 1 역
- 강현구 : 조직원 2 역
- 함승현 : 벤치 커플 역
- 정다빈 : 벤치 커플 역
- 김수민 : 학생들 역
- 변정민 : 학생들 역
- 윤여진 : 학생들 역
- 김다민 : 학생들 역
- 최윤성 : 학생들 역
- 한준 : 학생들 역
- 김광륜 : 학생들 역
- 정재훈 : 학생들 역
- 정주영 : 학생들 역
- 김수환 : 학생들 역
- 문정섭 : 학생들 역
- 김요나 : 학생들 역
- 이주안 : 학생들 역
- 유호준 : 학생들 역
- 김건민 : 학생들 역
- 박봉헌 : 학생들 역
- 신준영 : 농부 역 (특별출연)
- 정진수 : 배식원 1 역 (특별출연)
- 김대연 : 배식원 2 역 (특별출연)
- 정경호 : 보스 역 (특별출연)
- 강세형 : 여교사 역 (특별출연)